# Cine Gran Vía
El antiguo cine Gran Vía, luego Teatro Compac Gran Vía de Madrid, después, Teatro de la Luz Philips Gran Vía y ahora "Teatro EDP Gran Vía" es un local de ocio de la capital de España situado en el número 66 de la Calle Gran Vía.

## Historia
Abierto como teatro en 1913 en el solar del antiguo mercado de los Mostenses, tres años después pasó a ser cine hasta que el edificio original fue derribado para la construcción de la calle Gran Vía madrileña.
Un nuevo proyecto de Germán Álvarez de Sotomayor fue inaugurado como cine en 1944 con el estreno de El rey de las finanzas, del realizador Ramón Torrado.
Tras más de medio siglo como salón de estrenos cinematográficos, fue reconvertido en 2004 como en espacio para las artes escénicas, con el nombre de Teatro Compac Gran Vía de Madrid. En 2017 ya aparecía con el nombre de Teatro de la Luz Philips Gran Vía. A fecha 16 de noviembre de 2019 y por razones de patrocinio se denomina Teatro edp Gran Vía.